# Curtea Supremă a Indiei
Curtea Supremă a Indiei este cea mai înaltă instanță judiciară și instanța de apel finală în conformitate cu Constituția Indiei, cea mai înaltă instanță constituțională, cu puterea controlului judiciar. Constând din judecătorul-șef al Indiei și un număr de maximum 33 de judecători, acesta are competențe extinse sub formă de jurisdicții inițiale, de apel și de avizare.
Fiind curtea de apel finală a țării, aceasta adoptă recursuri în primul rând împotriva verdictelor înaltei instanțe din diferite state ale Uniunii și ale altor instanțe și tribunale. Aceasta protejează drepturile fundamentale ale cetățenilor și soluționează litigiile dintre diferite autorități guvernamentale, precum și guvernul central față de guvernele de stat sau guvernele de stat față de un alt guvern de stat din țară. În calitate de instanță consultativă, acesta aude chestiuni care i se pot referi în mod special în cadrul Constituției de către președintele Indiei. De asemenea, poate lua cunoștință de probleme de unul singur (sau suo moto), fără ca cineva să-și atragă atenția asupra lor. Legea declarată de instanța supremă devine obligatorie pentru toate instanțele din India și, de asemenea, de către guvernele uniunii și ale statului. Conform articolului 142 din constituție, este de datoria președintelui să execute decretele instanței supreme.

## Legături externe
- Site web oficial
- supreme court Reports
- Text of all Indian supreme court judgments
- Chief Justice & Judges Arhivat în 25 octombrie 2019, la Wayback Machine.